# Ashi
Cet article possède un paronyme, voir HI.
Ashi (en dzongkha : ཨ་ཞེ) est un titre de noblesse et de respect bhoutanais qui signifie « dame ». Le titre est précédé du nom donné, et est porté par une femme noble du royaume du Bhoutan et par les femmes de la famille royale bhoutanaise. La forme masculine est Dasho.

## Titre royal
Lorsque le titre est porté par une fille d'un roi du Bhoutan, Ashi a toutefois la connotation et le statut de « princesse », et est utilisé en complément de « Son Altesse Royale ». Les princesses bhoutanaises n'ont pas un titre séparé ; le sens de Ashi dépend donc du contexte d'utilisation. Cela crée parfois une confusion à l'extérieur du Bhoutan. Pour éviter tout malentendu, les sources bhoutanaises de langue anglaise qualifient la fille du souverain « Princesse Ashi ».
La reine consort, l'épouse ou la mère d'un ancien souverain, utilise également ce titre honorifique avec « Sa Majesté ».